# کمیته قضایی سنای ایالات متحده آمریکا
کمیته قضایی سنای ایالات متحده آمریکا از کمیته‌های دائمی متشکل از ۲۲ سناتور مجلس سنای ایالات متحده آمریکا است که نقش آن نظارت بر وزارت دادگستری، پذیرش نامزدهای قوه مجریه، و بررسی طرح‌های تقنینی است.
نظارت کمیته قضایی بر وزارت دادگستری همه سازمان‌های زیرمجموعه وزارت دادگستری از جمله اداره تحقیقات فدرال (اف‌بی‌آی) را در بر می‌گیرد. این کمیته همچنین بر وزارت امنیت میهن نظارت می‌کند.